# Lietje van Blaaderen
Cornélie Louise (Lietje) Stok (Rotterdam, 12 juni 1911 – Amsterdam, 16 december 2005), na haar tweede huwelijk en in haar professionele carrière bekend als Lietje van Blaaderen, was een Nederlandse psychiater en auteur. Hoewel ze geen kinderpsychiater was, richtte ze zich in haar werk vooral op de ontwikkeling en hechting van jonge kinderen om gewelddadig gedrag op latere leeftijd te voorkomen.

## Levensloop
Lietje van Blaaderen werd geboren op 12 juni 1911 in Rotterdam. Ze was de dochter van Jacobus Elisa Stok en Elizabeth Maria Vermaat. Naar eigen zeggen was haar moeder idolaat van haar: 'Zij heeft me het gevoel gegeven: jij bent beyond oké. Jij bent jij, en dat is oké.' Volgens Van Blaaderen zorgde dit voor een rotsvast vertrouwen in zichzelf. In 1914 verhuisde ze met haar ouders naar Den Haag.
Begin jaren 1930 woonde ze enige tijd in Montreux, Zwitserland, en in Londen, Engeland. In 1934 vertrok ze naar Johannesburg, Zuid-Afrika, waar ze op 9 april van dat jaar trouwde met Nicolaas de Ronde Bresser. Samen kregen zij twee kinderen. Het gezin verhuisde naar een plaats nabij Zürich, Zwitserland, waar haar echtgenoot studeerde voor ingenieur. In 1940 maakten ze plannen om terug te keren naar Nederland, met de verwachting dat De Ronde Bresser zou worden opgeroepen voor militaire dienst. Echter, hij brak kort voor het geplande vertrek zijn been. Op aanraden van een consul besloten zij om die reden niet naar Nederland terug te keren: De Ronde Bresser zou immers niet kunnen dienen met deze blessure.

### Tweede Wereldoorlog
Het echtpaar besloot hierop om naar Zuid-Afrika te vertrekken, waar een collega van haar schoonvader woonde. Per motor en auto reisden ze door Frankrijk, Spanje en Portugal, en vertrokken vervolgens per boot naar Mozambique. Vanuit daar reisden ze door naar Zuid-Afrika. Haar echtgenoot werd aangesteld als keyman bij een wapenfabriek. Van Blaaderen voegde zich bij het Britse leger als persoonlijk chauffeur van een generaal. Nadat Van Blaaderen en haar echtgenoot in de krant lazen dat er in Nederlands-Indië een leger zou worden opgericht om Nederland te bevrijden, besloten ze daarnaartoe te vertrekken.
Eenmaal aangekomen in Nederlands-Indië werd De Ronde Bresser ingezet om het vliegveld bij Bandung te verdedigen. Dit was de laatste keer dat ze hem zag. Van Blaaderen en hun twee kinderen werden geïnterneerd in een Jappenkamp. Na de bevrijding ontsnapte ze, slechts gekleed in twee handdoeken, uit het kamp en ging ze op zoek naar haar echtgenoot die naar Thailand was overgebracht om dwangarbeid te verrichten aan de Birma-spoorlijn. Doordat Van Blaaderen al een half jaar niets meer van hem gehoord had, vermoedde ze dat hij was gestorven. Ze verstopte zich in een vliegtuigje en dwong de twee Engelse piloten naar Singapore te vliegen. In Singapore ging ze op zoek naar mensen die haar meer informatie konden verschaffen over haar echtgenoot. Ze kwam er na enkele dagen zoeken achter dat hij op 31 mei 1943 was omgekomen. Daarna keerde ze samen met haar twee kinderen terug naar Nederland en ging ze in Wassenaar wonen.

### Start loopbaan
Op 24 december 1946 hertrouwde ze in Wassenaar met Tom van Blaaderen. Met hem kreeg ze een dochter. Hij overleed in Naarden op 16 april 1950 aan de gevolgen van kanker. Kort na zijn overlijden startte ze, op 39-jarige leeftijd, met een studie medicijnen met als doel een geneesmiddel voor kanker te ontwikkelen. Tijdens haar studie kwam ze erachter dat ze meer interesse had in de geestelijke gezondheid van kankerpatiënten en besloot psychiater te worden. In juli 1955 slaagde ze voor haar artsexamen aan de Gemeentelijke Universiteit van Amsterdam. Van Blaaderen startte een eigen praktijk in de P.C. Hooftstraat in Amsterdam en richtte zich onder meer op transgenerationeel trauma en het gezin. Daarnaast was ze lid van het Nederlands Psychoanalytisch Genootschap.
In april 1971 ging ze in Amsterdam een onofficieel huwelijk aan met Frits Willem Santman. In augustus 1974 trouwden ze officieel. Twee jaar later verhuisden ze samen naar Wapenveld. Naar eigen zeggen pasten de twee niet bij elkaar: 'in die tijd was ik er vaak heel beroerd aan toe, hij was nog niet weg of ik leefde op'. Desondanks was ze met hem het langste getrouwd. Na een huwelijk van twaalf jaar overleed hij.
In 1993 werd Van Blaaderen erg geraakt door het verhaal van de moord op James Bulger; een peuter van twee jaar oud die om het leven was gebracht door twee tienjarige jongens. Ook andere verhalen van zinloos geweld hadden grote invloed op haar, waaronder de dood van Joes Kloppenburg en Meindert Tjoelker. Ze besloot zich om die reden te richten op de ontwikkeling van kinderen. Ze stelde dat de meeste mensen zich vooral bezighouden met maatregelen achteraf. Volgens Van Blaaderen is een gezonde hechting 'het tegenwicht van gewelddadigheid'. Samen met Tweede Kamerlid Els Meijer werkte Van Blaaderen in 2000 aan het project 'Preventie van geweld' waar ouders werden geïnformeerd over de geestelijke ontwikkeling van hun kinderen.
Hoewel ze naar eigen zeggen niet graag in de belangstelling stond, vond ze het belangrijk haar boodschap aan de buitenwereld kenbaar te maken en gaf ze enkele interviews over haar werk en nam ze deel aan discussiepanels. In 2001 was ze te gast in het programma Felderhof ontmoet van Rik Felderhof. In dezelfde periode werkte ze aan het boek Wat ouders niet zien (2001). Vier jaar later verscheen het vervolg hierop getiteld Wat ouders niet weten.
Van Blaaderen overleed op 16 december 2005. Ze werd 94 jaar oud.

## Publicaties
- Wat ouders niet zien (2001), Uitgeverij van Tricht
- Wat ouders niet weten (2005), Uitgeverij van Tricht